# ASTRA-TV
ASTRA-TV – pierwszy polski importer sprzętu satelitarnego marki Amstrad z satelity Astra, na masową skalę. Firma mieściła się w Poznaniu.
Firma powstała w dniu 28 lutego 1989 roku – była jedną z pierwszych całkowicie prywatnych spółek z o.o. założonych jeszcze w PRL-u, po ponownym wskrzeszeniu Kodeksu handlowego.
Już w 1992 roku jako pierwsza w Polsce spółka uruchomiła produkcję odbiorników satelitarnych pod własną nazwą COMSAT.
Aktywność spółki przejęła założona przez tych samych właścicieli powstała w 1991 spółka joint venture COMSAT.
Spółka zakończyła działalność pod koniec lat 90.